# 二次曝光
《二次曝光》（英語：Double Xposure）是一部李玉执导、冯绍峰和范冰冰主演的中国惊悚剧情片，于2012年9月29日上映。

## 剧情简介
宋其（范冰冰 饰）是一家整容医院的咨询师，无意间发现同属一家公司的整容医生兼男朋友刘东（冯绍峰 饰）和闺蜜周小西（霍思燕 饰）的私情。宋其在盛怒之下错杀了小西，于是开始一段逃亡之旅......

## 演员表
| 演員   | 角色   | 備註 |
| 冯绍峰 | 刘东   | 整形医院的医生，与宋其是青梅竹馬，亦是一对情侣 |
| 范冰冰 | 宋其   | 一家整形医院的咨询师 |
| 霍思燕 | 小西   | 宋其的闺蜜 |
| 姚安濂 | 王铁辉 | 宋其的父亲，在宋其童年时遭遇海难（侥幸逃生），妻子王美玲分得8万赔偿金开店，并与律师刘建偷情，王铁辉发现妻子偷情的事实后勒死了她。后来宋其大学毕业后找到了任职矿工的他，他最终因癌症死在宋其的怀里。 |
| 陈冲   | 郝医生 | 宋其的同事 |
| 梁静   | 女警察 | |
| 孔维   | 王美玲 | 宋其的母亲，被王铁辉勒死 |
| 方励   | 刘健   | 律师，与王美玲发生了感情，宋其的养父，刘东的父亲。他在调查王美玲死因的路上因一起车祸意外身亡。 |

## 创作
影片在2011年下半年拍摄了3个多月，取景地包括北京、河北、新疆（有巴里坤、伊吾、天山）、甘肃、山东、河南、广西等地。本片是范冰冰和李玉继《苹果》和《观音山》之后的第三度合作。
主题曲《在我想起来》，作词：韩寒，作曲：哈维（Howie. B），演唱：李代沫、吉克隽逸。　

## 幕后花絮
①《二次曝光》送审时只删改掉“傻X” 一处台词。
②新疆是电影《二次曝光》的重要取景地之一，剧组在巴里坤、伊吾、天山等地取景，转场往往跨越几百公里。这样的安排对演员的体力是极大的考验，每个地点的拍摄时间都经过精确计算，时间之差会错过影片拍摄需要的天光时机。
③制作团队来自欧美亚不同地方，英国U2乐队音乐制作人哈维（Howie.B）为影片打造音乐及音效。摄影师则是来自德国的陆一帆（Florian J. E. Zinke）。